# Telemidae
Los telémidos (Telemidae) son  una familia de arañas araneomorfas, que forman parte de la superfamilia de los leptonetoideos (leptonetoidea), junto con los leptonétidos y Oquirocerátidos.

## Sistemática
Con la información recogida hasta el 31 de diciembre de 2011, Telemidae cuenta con 7 géneros y 70 especies:
- Apneumonella Fage, 1921
- Cangoderces Harington, 1951
- Jocquella Baert, 1980
- Seychellia Saaristo, 1978
- Telema Simon, 1882
- Telemofila Wunderlich, 1995
- Usofila  Keyserling, 1891